# Hans Jochen Menzel
Hans Jochen Menzel (* 1956 im Erzgebirge) ist ein deutscher Puppenspieler, Regisseur und Dozent. Bekannt wurde er besonders als Sprecher sämtlicher Figuren in Der kleine König.

## Leben
Menzel wurde 1956 im Erzgebirge geboren. Mit 18 Jahren war er Baufacharbeiter, im Alter von 23 Jahren studierte er Puppentheater an der Staatlichen Schauspielschule Berlin/Ost. Nach dem erfolgreichen Abschluss seines Studiums ging er 1981 zunächst ein festes Engagement am Puppentheater Neubrandenburg ein. Seit 1985 ist er freiberuflich tätig, unter anderem als Gast am Nationaltheater Weimar, dem Maxim-Gorki-Theater Berlin und dem Schauspiel Frankfurt. Auftragsarbeiten, Workshops und eigene Projekte führten Menzel bereits in die Niederlande, nach Frankreich und in den deutschsprachigen Raum. Von 2003 bis 2013 leitete Hans Jochen Menzel die Abteilung Puppenspielkunst der Hochschule für Schauspielkunst „Ernst Busch“ Berlin. Seit 1998 kennt man ihn unter anderem als Stimme aller Figuren mit Ausnahme der kleinen Prinzessin in Der kleine König.

## Synchronarbeiten (Auswahl)
- seit 1988: Siebenstein als Loro (auch Puppenspieler)
- seit 1998: Der kleine König als Kleiner König und alle Tiere
- seit 1998: Das Sandmännchen als Kleiner König und alle Tiere[2]